# Домінік Соланке
Домінік Айоделе Соланке-Мітчелл (англ. Dominic Solanke, нар. 14 вересня 1997, Бейзінсток, Англія) — англійський футболіст, нападник, фланговий півзахисник клубу «Тоттенгем Готспур» і збірної Англії. 
Виступав, зокрема, за клуби «Ліверпуль» та «Борнмут», а також молодіжну збірну Англії.
Чемпіон Англії.

## Клубна кар'єра
Вихованець футбольної школи клубу «Челсі». Дорослу футбольну кар'єру розпочав 2014 року в основній команді того ж клубу, в якій провів один сезон. 
Протягом 2015—2016 років на правах оренди захищав кольори команди клубу «Вітесс».
2016 року повернувся до «Челсі». Відіграв за лондонський клуб наступний сезон своєї ігрової кар'єри.
До складу клубу «Ліверпуль» приєднався 2017 року.
23 грудня 2023 року в матчі Прем'єр-ліги проти клубу «Ноттінгем Форест» оформив перший в своїй кар'єрі хет-трик. Окрім цього він став десятим бомбардиром в історії «Борнмута» і також забив ювілейний, 300-й гол клубу в Прем'єр-лізі.
10 серпня 2024 року «Тоттенгем Готспур» анонсував 6-річний контракт із Соланке.

## Виступи за збірні
2012 року дебютував у складі юнацької збірної Англії, взяв участь у 37 іграх на юнацькому рівні, відзначившись 16 забитими голами.
З 2015 по 2019 роки залучався до складу молодіжної збірної Англії. На молодіжному рівні зіграв у 18 офіційних матчах, забив 9 голів.

## Досягнення

### Командні
- Чемпіон Європи (U-17): 2014
- Чемпіон світу (U-20): 2017
- Переможець Юнацької ліги УЄФА: 2014-15
- Переможець Ліги Європи УЄФА: 2024-25

### Особисті
- Найкращий бомбардир Чемпіонату Європи (U-17): 2014
- Англійський гравець року U-21: 2015
- Золотий м'яч молодіжного чемпіонату світу з футболу: 2017